# 第二次薩埵峠之戰
第二次薩埵峠之戰是永祿12年（1569年）1月，武田信玄同北條家之間的一場戰役，武田信玄最後撤軍認敗。

## 戰況
為了救援遭受武田信玄破盟攻打的今川氏真，在今川氏真於薩埵峠之戰大敗後，北條氏康、北條氏政父子率領北條氏規、北條氏繁、北條氏信、大道寺政繁、松田氏秀、等將領，發動4萬5千大軍在永祿12年（1569年）1月18日從伊豆國三島出發，往駿河國前進，率先進入蒲原城，並往興津發動攻勢，襲擊武田軍留守當地的武田信豐，同時包圍了興國寺城、大宮城等地。
武田信玄聽聞此訊後，為了營救武田信豐，讓家臣山縣昌景率1500人留守駿府城，親率大軍從久能城出發，前往興津清見寺和北條軍對峙，北條軍也派出北條氏規、北條綱成等人統領水軍，操使600艘船隻進入三穗崎，由於武田軍不習水戰，因此沒有派出水軍應對。同時，武田信玄也去信德川家康，讓他趁武田軍牽制北條軍之時，攻破屠殺今川氏真所在的掛川城。
北條氏康、北條氏政父子約在1月26日領兵至薩埵山後，跟武田軍相隔一里對峙，武田信玄選擇在興津的河原佈陣，北條軍見狀後派出先鋒松田氏秀越過守川前去攻擊，跟武田軍的先鋒跡部勝資、二陣的內藤昌豐交戰，雙方未分勝負，在松田氏秀撤退後，北條軍布陣於山上，武田軍布陣於河原兩相對峙。本在圍攻大宮城的武田家臣穴山信君跟葛山氏元，也於2月1日解圍撤退。
武田信玄在2月時主動出擊，由於天時尚寒，所以信玄讓士兵在飲酒禦寒後再登山作戰，武田軍分成十隊進發，分由跡部勝資、馬場信房、內藤昌豐、原昌胤、小山田信茂等人率領，雖一度擊破部份北條軍，卻仍一戰即走不願久戰。唯有跡部勝資率領的300騎過於深入，反遭到北條軍將領松田氏秀擊破，武田信玄旋即派遣馬場信房前去救援，而松田氏秀也因戰久疲累暫時退卻，使跡部勝資倖免於難，隨後松田氏休息足夠後，又出兵攻擊，馬場信房在撤退之際被北條軍斬首七十多人，跡部勝資因而遭到武田信玄責難。
2月底時，武田軍跟北條軍也持續爆發小衝突，北條氏邦在26日時率五六十騎下山襲擊武田家的後勤部隊，斬殺五十多人。
為了有效夾擊武田信玄，北條氏康、北條氏政父子在2月、3月時兩度派遣家臣遠山康英前往上野沼田城，透過上杉家臣松本景繁、河田重親等人致信於上杉謙信，希望上杉謙信能呼應北條家的軍事行動，同時出兵攻打武田家領地。28日時，北條氏繁也安排伏兵擊殺來襲武田軍，北條軍兩次擊退武田軍，共殺死百餘人。
而武田信玄也在3月13日時去信給下總國的關宿城主簗田政信，希望在武田軍牽制住北條氏政時，簗田政信可以趁機襲擊武藏國。同日晚間，也對北條軍發動夜襲，但遭到北條軍擊退。
武田、北條兩軍持續對陣數月，因為相模國離駿河較近，所以北條軍後勤無虞，反觀武田軍後勤不便，因而出現困頓之狀。武田信玄為夾攻北條氏，也去信給常陸國的佐竹義重，希望他伺機出兵北條家領地，北條氏政也下令領內將領監視佐竹家的動向。
但在德川家康於4月成功勸說今川氏真交出掛川城後，武田信玄又派兵侵襲掛川城，德川家康遂派遣松平清宗在新坂、鹽井原駐防，而德川家康在巡視金谷大井川邊時，駿府的山縣昌景聽聞他身邊士兵僅有6百多人，擅自破盟率領3千人襲擊德川家康，在德川家康擊退山縣軍後，惱怒之下決定跟武田家斷交，派人前去北條家陣地，約定一同協助今川氏真回歸駿河。
德川家康隨即領三河、遠江兩國之兵攻打駿府城，山縣昌景自覺難以守備，便放棄城池，山縣昌景領兵前去跟武田信玄會合。武田信玄考量前有北條後有德川，而且長時間對峙下，武田軍已顯疲憊，因而武田信玄在4月24日決定撤軍，接受馬場信房提出的啄木鳥戰術，命令山縣昌景跟馬場信房在周遭北條方的城池亂取劫掠以及襲擊北條氏照的營地轉移北條軍的注意力，武田信玄率領全軍經由庵員山往甲斐撤退。武田軍在撤退之際，也遭到北條軍追擊斬殺數百人。
逼退武田軍後，北條家安排北条幻庵長子北條氏信守蒲原城、北條氏政之弟北條氏照守大宮城、大藤氏守善德寺城，1萬8千兵力則分散在其他的興國寺城、中窪城、韭山城、深澤城、新條城、山中城等十多座城池也都安排兵力戍守。德川家康也應諾，讓今川氏真回歸駿府，但因為先前駿府的城館已被武田軍燒毀，因此先移往伊豆小倉城，由今川家臣岡部正綱重建駿府城，北條氏康、北條氏政父子領兵回歸小田原城。

## 疑問
北條方主將頗有疑問，按照甲陽軍鑑、本朝通鑑、鐮倉九代後記，稱為北條氏康、北條氏政父子共同領軍，而小田原記僅稱氏政父子，而豆相記、武德編年集成則僅稱北條氏政一人率領北條軍。